# 大地泰仁
大地 泰仁（おおち やすひと、1982年9月7日 - ）は、日本の俳優。東京都出身。ザッコ所属。

## 来歴・人物
子役時代より劇団東俳に所属し、様々なテレビドラマや映画、舞台に出演。1997年、映画『いちご同盟』で初主演。
俳優活動のほか、写真や映像制作などにも携わっている。2003年、サラエボで開催された「Sarajevo International Culture Exchange」に参加、現地に滞在し、写真を使ったインスタレーション作品“memory,(our)”を制作・展示。2008年、国立新美術館において、「アジア創造美術展2008」に参加、映像作品“連続と切断”の制作・展示と、パフォーマンス“COMPANY”の企画・制作・出演を務めた。
趣味は芸術鑑賞、ピアノ、野球、剣道。

## 出演

### テレビドラマ
- 忍者戦隊カクレンジャー 第22話（1994年、テレビ朝日）
- カミング・ホーム（1994年、TBS）
- 鍵師2（1994年、フジテレビ）
- 勝利の女神（1996年、関西テレビ）
- 大河ドラマ（NHK）
  - 秀吉（1996年） - 堀尾茂助 役
  - 毛利元就（1997年） - 亀童丸（大内義隆幼少期） 役
  - 葵 徳川三代（2000年） - 木下頼継 役
  - 平清盛（2012年） - 平長盛 役
  - 八重の桜（2013年） - 木村銃太郎 役
- 天晴れ夜十郎（1996年 - 1997年、NHK） - 清太郎 役
- 少年・15才（1998年、テレビ朝日）
- 救命病棟24時 第9話（1999年、フジテレビ）
- 光の帝国（2001年、NHK）
- 超星神グランセイザー（2003年、テレビ東京）
- ラストプレゼント（2003年、NHK） - 大塚卓郎 役
- こちら本池上署4 第7話（2004年、TBS） - 宮内剛 役
- 新・風のロンド（2006年、東海テレビ） - 野代昇 役
- 繋がれた明日（2006年、NHK） - 三上琢郎 役
- ウィルスパニック2006夏〜街は感染した〜（2006年、日本テレビ）
- がきんちょ〜リターン・キッズ〜 第39話（2006年、MBS）
- わたしが子どもだったころ・小池昌代編（2007年、NHK）
- 桂ちづる診察日録 第11・12話（2010年、NHK） - 彦八 役
- Dr.伊良部一郎 第7話（2011年、テレビ朝日） - 中岡明良 役
- 遺留捜査 第4話（2011年、テレビ朝日） - 田岡康夫 役
- BS時代劇（NHK BSプレミアム）
  - 陽だまりの樹 第3・4話（2012年） - 原田磊蔵 役
  - 酔いどれ小籐次 第8話（2013年）
- リーガル・ハイ 第7話（2012年、フジテレビ）
- 月曜ゴールデン 山岳刑事シリーズ（2012年 - 、TBS）
- 泣くな、はらちゃん 第9話（2013年、日本テレビ）
- ダブルス〜二人の刑事 第4話（2013年、テレビ朝日）
- 水曜ミステリー9 罪火（2014年、テレビ東京）
- 同期のサクラ（2019年、日本テレビ） - 営業部社員 役

### 映画
- いちご同盟（1997年） - 主演・北沢良一 役
- 39 刑法第三十九条（1999年） - 工藤啓輔（少年期） 役
- SWEET SWEET GHOST（2000年） - 主演・山村剛 役
- BOM!（2001年）
- 模倣犯（2002年）
- ふくろう（2004年） - 浩二 役
- お母チャンからの電話（2007年、短編） - 主演
- 陸に上った軍艦（2007年） - 植村 役
- 一枚のハガキ（2011年） - 森川三平 役
- おかえり、はやぶさ（2012年）
- 映画 妖怪人間ベム（2012年）
- キングダム（2019年）
- 初めての女（2024年） - 子太 役[4]

### 舞台
- 「スタンド・バイ・ミー」（1991年、サンシャイン劇場） - バーン 役
- 「父の詫び状」（京都南座・サンシャイン劇場） - 中牟田信夫・富迫悟 役（日替わり）
- 「ゴドーを待ちながら」（銀座セゾン劇場） - 山羊飼いの少年 役
- 「二十四の瞳」（名古屋御園座） - 竹下竹一 役
- ラドママプロデュース「メディア腐食」（江古田ストアハウス）
- 劇団劇作家「劇読み!vol.2」（池袋シアターグリーン）
- 千賀ゆう子企画「欲望のワルツ〜岸田理生の作品集から〜」（こまばアゴラ劇場）
- THEATRE MOMENTS Vol.15「人形の家 －キレイなヒミツのカクシカタ－」
- 劇団劇作家「劇読み!vol.4」（SPACE雑遊）
- 劇団フライングステージ第37回公演「ワンダフルワールド」

### CM
- バラコンバンド
- セキスイハウス
- ハウス食品 ククレカレー
- 東芝 パソコン・ブレッツァ
- チュンソフト「弟切草」
- 総理府・政府広報
- 日本マクドナルド「二人で食べようね編」
- ダスキン「肖像画編」

### ラジオドラマ
- 青春アドベンチャー「G戦場ヘヴンズドア」（2005年、NHK-FM） - 長谷川鉄男 役
- 毎日放送開局55周年記念特別番組「博士の愛した数式」（2006年、MBSラジオ）